# James Harden
James Edward Harden, Jr., född 26 augusti 1989 i Los Angeles, Kalifornien, är en amerikansk basketspelare (PG/SG). Han spelar sedan 2023 för Los Angeles Clippers i NBA.

## Klubbkarriär
Harden spelade high school-basket för Artesia i Lakewood, Kalifornien. Under sina två år på college spelade Harden för Arizona State University innan han valdes som nummer tre av Oklahoma City Thunder i NBA-draften 2009, före spelare som Stephen Curry, DeMar DeRozan och svensken Jonas Jerebko.

### Oklahoma City Thunder (2009–2012)
under sin debutsäsong i Oklahoma City Thunder blev Harden uttagen till NBA All-Rookie Second Team. Två år senare, under säsongen 2011-2012 snittade Harden 16.8 poäng, 4.1 returer och 3.7 assist och belönades därför med priset NBA Sixth Man of the Year Award. Hardens prestationer hjälpe Oklahoma City Thunder ta sig till 2012 års NBA-final som man förlorade mot LeBron James Miami Heat. Efter säsongen strandade kontraktsförhandlingarna mellan klubben och Harden, vilket ledde till att han lämnade Oklahoma City Thunder för Houston Rockets. Utöver tre framtida draft-val fick Oklahoma även spelarna Jeremy Lamb och Kevin Martin i utbyte för Harden. Houston fick förutom Harden också Cole Aldrich, Daequan Cook och Lazar Hayward.

### Houston Rockets (2012–2021)
Efter flytten till Houston Rockets har Harden snittat 27.8 poäng, 5.8 returer och 7.7 assist per match. Under samtliga sex säsonger i klubben har Harden blivit vald till NBA All-Star. Vid två tillfällen har Harden dessutom slutat tvåa i NBA Most Valuable Player Award och är en av huvudkandidatrna att vinna utmärkelsen för säsongen 2018. Trots Hardens insatser har Houston Rockets inte tagit sig längre än NBA Conference Finals (2014-15) under hans tid i klubben. Sommaren 2017 förlängde Harden sitt kontrakt med laget till säsongen 2022-23. Det nya kontraktet var värt 228 miljoner dollar och var då det dyraste i NBA-historien.

## Landslagskarriär
James Harden har vid två tillfällen representerat det amerikanska herrlandslaget. Han var en del av både truppen som bärgade guldet vid OS 2012 i London och vid VM 2014 i Spanien. I landslaget har han spelat tillsammans med storstjärnor som LeBron James, Kobe Bryant och Chris Paul.

## Personligt
Harden och Adidas kom 2015 överens om ett sponsoravtal värt 200 miljoner dollar över 13 år. Harden lämnade då den tidigare sponsorn Nike, som inte ville matcha summan.
Förutom sina egenskaper på basketplanen är Harden känd för sitt karaktäristiska skägg.